# Kwon So-hyun
Kwon So-hyun (권소현?; Seul, 30 agosto 1994) è una cantante sudcoreana.
Dal 2009 al 2016 è stata membro del gruppo musicale 4Minute.